# Олександр Білоус
Олександр Білоус (нар. 28 вересня 1978, Потсдам, НДР) — професійний український бодібілдер, переможець конкурсів Всесвітні ігри VIII, Кубок Олімпа, Містер Балтія та інших. Заслужений майстер спорту України.

## Біографія

### Ранні роки
Народився 28 вересня 1978 року в місті Потсдам у НДР у родині радянського військовослужбовця. Через зайнятість батька сім'я постійно переїжджала: з НДР до Забайкалля. За національністю українець. До України переїхав в 1988 році у віці 10 років. Як стверджує Олександр, він змалечку захоплювався спортом, а саме плаванням, легкою атлетикою і дзюдо. Вперше до залу потрапив 1994 року, тоді він не мав конкретного поняття про конкретні цілеспрямовані зайняття бодібілдингом, тому читав журнали або брав приклад із досвідченіших спортсменів.

### Початок кар'єри
Перший раз взяв участь у змаганнях в Житомирі в 1995 році в категорії до 70 кг (мінімальна вага). В 1996 році бере участь в Кубку України де займає 2-ге місце в заліку до 65 кілограм (на той момент вага Олександра становила 63 кг). Згодом познайомився з Ігорем Анатолійовичем Делієвим який допомагав Олександру з порадами і як зазначає сам спортсмен «підняв на спортивний рівень».
1998 року Олександр взяв участь у перших для себе міжнародних змаганнях — Чемпіонаті світу в Ізмірі в Туреччині, вже маючи на цей час титул Абсолютного чемпіона України. Олександр змагався в категорії до 70 кг, не пробився до півфіналу.

## Професійна кар'єра
Нанаступний Чемпіонат Світу в Словаччині Олександр прибув у всеозброєнні. В категорії до 75 кілограм потрапив до півфіналу, однак далі не пройшов. Чемпіоном Світу став Тагір Фахрутдінов. Завдяки участі у таких престижних змаганнях Олександр переконався що вийграти будь-який турнір можливо. Згодом до команди Олександра Білоуса приєднався Костянтин Довгань, який кардинально змінив хід кар'єри спортсмена. Вже у 2002 році Олександр Білоус стає Чемпіоном Європи. Після перемоги українець вирішує взяти перерву. Однак Костянтин Довгань зумів заінтригувати спортсмена пропозицією взяти участь у Чемпіонаті Світу 2008 року в Бахрейні. Після наполегливих тренувань і важкої роботи Олександр займає 3-те місце в категорії до 90-та кілограм.

## Особисте життя
Зараз працює в клубі «Атлетіко» інструктором з фітнесу. Полюбляє суші. Улюблена музика: Sting, Ramazzotti, R.Kelly. В планах спорсмена — відвідати Містер Олімпія (як глядач).

## Виступи
- Всесвітні ігри Vlll — 1-е місце в категорії 85+ (2009)
- Кубок Олімпа — абсолютний чемпіон (2008)
- Чемпіонат Світу — 1 місце в категорії до 80 кг (2002), 2 місце, категорія до 90 кг (2008), 3 місце, категорія до 85 кг (2004)
- Містер Балтія — абсолютний чеипіон (2002, 2004)
- Кубок Лева — Абсолютний чемпіон (2004)
- Золотий каштан — Абсолютний чемпіон (2003)
- Чемпіонат Європи — 1 місце, в категорії до 90 кг (2002)
- Чемпіонат України — 1 місце в категорії до 80 кг (2000, 2001)
- Регіональні змагання міста Житомира — 2-е місце в категорії до 70 кг (1995)